# Михайлов, Борис Петрович (архитектор)
Бори́с Петро́вич Миха́йлов (13 (26) мая 1901, Вильно — 15 октября 1969, Ставрополь) — советский инженер-архитектор, историк архитектуры, искусствовед, преподаватель. Доктор технических наук, доктор архитектуры. Член-корреспондент Академии архитектуры СССР (с 1948).

## Биография
Вырос в г. Елабуга в семье учителей. В 1918 году окончил реальное училище. После службы в Красной армии работал на стройке канатной дороги через хребет Урала около г. Златоуста. В 1922—1924 гг. учился в Московском высшем техническом училище (окончил экстерном в 1924 году по специальности «инженерные сооружения»).
Дочь — искусствовед, историк архитектуры М. Б. Михайлова.

## Инженерно-техническая деятельность
- 1925—1927: работа в проектных учреждениях и на заводах Урала. По проектам Б. П. Михайлова построены производственные цеха заводов в Перми, Лысьве, Белорецке, а также ряд мостов и путевых сооружений на белорецкой железной дороге.
- 1928: руководство постройкой дизельного цеха в Коломне и рабочего поселка Коломенского завода.
- 1929: работа в Энергострое (Москва), проектирование перекрытий ряда районных электростанций (Брянская ГРЭС, Сталинградская, Нижегородская, Осиновская, Пензенская, Бобриковская ТЭЦ и другие[1]) и типовых опор электропередач портального типа. Одновременно учился в Московском высшем архитектурно-строительном институте (ВАСИ-МАРХИ), который окончил экстерном в 1931 г., получив профессию инженера-архитектора.
- 1930—1939: работа в Государственном институте сооружений (ГИС), позднее — Центральный институт промышленных сооружений (ЦНИПС) заведующим секцией металломатериалов, а затем и секцией металлоконструкций. За этот период выполнил ряд крупных научно-исследовательских работ:
  - создание нового сортамента строительной стали (1930—1934), обеспечившее значительную экономию;
  - разработка новых рациональных конструкций для промышленного и гражданского строительства и внедрение их в производство (1934—1937);
  - исследование устойчивости связанных систем колонн и рамных систем как в пределах, так и за пределами упругости — работа, результаты которой вошли в учебники (1936—1939) «Технические условия и проектирование металлических конструкций»;
  - разработка вопросов индустриализации металлического строительства (1938—1939), выразившаяся в ряде теоретических положений и в практических предложениях, большинство из которых вошли в строительную практику.

За совокупность этих работ ВАК вынесла решение присвоить Б. П. Михайлову ученую степень кандидата технических наук без защиты диссертации (1937).
В конце 1930-х гг. принимал участие в ряде архитектурных конкурсов: на проект нового здания Курского вокзала, 1932; на проект здания дома правительства Татарской республики, 1934; во Всесоюзном конкурсе 1939 г. на лучшие рационализаторские и изобретательские предложения, организованном Наркомом по строительству (награждён грамотой).

## Научная деятельность
- В книгах «Архитектура металлических сооружений» (М., 1938) и «Мосты новой Москвы» (М., 1939) инженерные сооружения были рассмотрены как произведения архитектуры и как часть городского ансамбля.
- Диссертация на соискание учёной степени доктора технических наук защищена в 1940 г. в учёном совете МИСИ по теме «Индустриализация металлического строительства».
- Интерес к истории и теории архитектуры, в частности, к античному зодчеству, возникший в конце 1930-х гг., побудил его перейти на работу в Кабинет теории и истории архитектуры Академии архитектуры СССР (1940—1942; 1943—1956). В 1940-е гг. опубликовал серию статей по теории архитектуры в «Сообщениях Кабинета теории и истории архитектуры», в журнале «Архитектура СССР», сборнике «Архитектура».
- Диссертация на соискание учёной степени доктора архитектуры защищена в 1944 году по теме «Основы античной архитектоники»[2]. На её основе в конце 1940-х гг. была написана и напечатана книга «Витрувий и Эллада. Основы античной архитектоники», которая в связи с разразившейся кампанией против космополитизма была признана идеологически вредной как посвящённая зарубежной теории архитектуры, и её тираж был уничтожен. Переиздать её в новой редакции с большими усилиями автору удалось только за год до кончины в 1967 г. Книга посвящена раскрытию смысла главных категорий античной эстетики и основ античной теории архитектуры, заключённых в «тёмных местах» трактата Витрувия, которые являются фрагментами не сохранившихся трактатов древнегреческих ученых, использованными римским теоретиком. Тщательный анализ древнегреческой мифологии и философии в их связи с практикой античного искусства и ремесла позволили Б. П. Михайлову установить содержание эстетических понятий в разные периоды развития античного зодчества. Греческая архитектура, всецело ориентированная на человека и окружающую его природную среду, была подчинена тем же закономерностям, которые античные философы вывели из изучения природы и человека и выражали в числовых отношениях. Глубокое проникновение в сущность учения древних о соразмерностях позволило автору рассмотреть учение о гармонии как о важнейшем элементе античной теории архитектуры и сделать выводы о творческом методе античных зодчих. Выработанные ими каноны, отражавшие объективные закономерности построения и зрительного восприятия зданий, давали общую гармоническую основу, которую каждый мастер был волен видоизменить, сообщая ей своё толкование, что подтверждается бесконечным многообразием композиционных решений, дошедших до нас памятников архитектуры.
- В начале 1950-х гг. был введен в ВАК Министерства высшего и среднего специального образования, где он исполнял обязанности сначала члена экспертной комиссии по строительству и архитектуре, а впоследствии — заместителя председателя комиссии и члена Президиума ВАК.
- С 1950 по 1958 гг. Б. П. Михайлов заведовал сектором истории архитектуры в Институте истории искусств Академии наук СССР.
- Погружение в античное зодчество естественно повлекло за собой интерес к мастерам итальянского Ренессанса, пытавшимся возродить его достижения и, в частности, к Антонио Аверлино Филарете (ок. 1400—1472), зодчему и автору трактата об архитектуре. Его своеобразный трактат, написанный на итальянском языке, сравнительно с латинскими учеными текстами книг об архитектуре эрудитов Л.-Б.Альберти, С.Серлио и А.Палладио, в XV—XVI веках не воспринимался серьёзно, вызывал недоумение некоторыми огрехами автора в его представлениях о древней архитектуре и казался фантазией и беллетристикой. В эпоху классицизма видный итальянский теоретик Франческо Милициа вообще третировал трактат Филарете, считая, что он не стоит внимания из-за «смешной трескотни» его автора. Лишь после частичной публикации текста трактата В.Оттингеном в 1890 г. труд Филарете начал привлекать внимание исследователей. Во второй половине 1940-х. гг., изучив публикацию Оттингена и другие работы о Филарете, Б. П. Михайлов пришёл к следующему выводу: «Трактат Филарете не понят и не оценен западными и, в частности, итальянскими учеными, которые тщетно пытаются его привязать к почве Ломбардии и не понимают его мирового значения». В своей работе «Трактат об архитектуре Антонио Аверлино Филарете» (1956) Михайлов впервые высоко оценил главное в нём — вклад этого зодчего в разработку градостроительных проблем Нового времени и широту его кругозора. Лишь более чем через полтора десятилетия начали появляться академические издания переводов и комментариев трактата, объективно оценивающие подлинную значимость трактата Филарете: в переводе на английский язык Джона Спенсера в 1965 г. (Antonio Filarete. Treatise on Architecture / Ed. John R. Spencer. New Haven and London: Yale University Press, 1965), на итальянском языке А. М. Финоли и Л.Грасси в 1972 г. (A. Averlino detto il Filarete. Trattato di architettura / Testo a cura di A.M.Finoli e L.Grassi. V.1—2. — Milano, 1972) и, наконец, первое русское издание в переводе В. Л. Глазычева в 1999 г.[3], посвятившего свой фундаментальный труд памяти Б. П. Михайлова как своего предшественника.
- Монография «Леонардо да Винчи архитектор» (М., 1952) была написана Б. П. Михайловым к 500-летнему юбилею гениального мастера Ренессанса. Она освещает разностороннюю деятельность великого флорентинца в области зодчества: его постройки и многочисленные рисунки и записи, отразившие архитектурные идеи Леонардо в их последовательном развитии — проекты дворцов, домов и вилл, храмов, храма-театра, мавзолея, наброски фортификационных и гидротехнических сооружений и многое другое. Неслучайно много внимания в монографии уделено теме центрально-купольных зданий, которые, благодаря уравновешенности их объёмов и гармоничности форм, ближе всего соответствовали представлениям эпохи об идеальном здании. Автор показал, насколько глубоко Леонардо воспринял и синтезировал достижения предшественников и как много вариантов центрических композиций он создал в своих рисунках, рассматривая здания этого типа не только как самоценные произведения, но и учитывая также их высокие градообразующие возможности. Этому последнему аспекту темы Б. П. Михайлов посвятил анализ серии леонардовских рисунков города будущего, развивших идеи Филарете. Он мыслил идеальный город как открытый вовне организм (что поразительно для его времени), вырастающий вокруг системы площадей с центрально-купольными сооружениями посредине, на которые ориентированы широкие прямые улицы с движением в двух уровнях и с транспортными развязками. Зодчий предусмотрел как социальное, так и функциональное зонирование городской территории и застройку улиц типовыми домами для разных категорий жителей и даже ряд санитарно-гигиенических мер для очистки и вентиляции улиц. В XV—XVI вв. такой город был невозможен. Многие из провидческих идей Леонардо получили осуществление лишь в XVIII—XX вв. Смелость мысли Леонардо да Винчи, его прорыв в далекое грядущее ярко показаны автором этой книги. Сочетание в лице Б. П. Михайлова историка архитектуры и специалиста по строительным конструкциям позволило ему выделить среди графического наследия Леонардо группу изображений, отразивших проделанные им эксперименты по исследованию: распределения механических усилий в стержнях, арках и в сводах разных очертаний; действительной работы различных видов конструкций и их прочности; форм устойчивости и критических нагрузок не только одиночных стоек, но и связанных их систем, а также форм изгиба балок различных пролетов. В монографии представлены также рисунки конструкций сборно-разборных мостов; проекты землеройной машины (идея экскаватора); приспособления для изготовления растворов и инструмента для строительных работ. Это расширило существовавшее представление о диапазоне Леонардо как инженера-строителя.
- В 1967 г. Б. П. Михайлов написал ряд глав для второй части второго тома «Всеобщей истории архитектуры», изданной НИИ теории, истории и перспективных проблем советской архитектуры в 1973 г.
- В 1968 г. вместе с проф. Пьером Франкастелем была начата работа по созданию истории русской архитектуры для Франции, которая прекратилась в связи с кончиной обоих авторов.

## Педагогическая деятельность
Много сил отдал Б. П. Михайлов педагогической деятельности. В Московском инженерно-строительном институте (1942—1943) он преподавал историю и теорию архитектуры, в Московском архитектурном институте (1943—1949) — архитектурный анализ и курс металлических конструкций и с 1959 г. — во Всесоюзном заочном инженерно-строительном институте (ВЗИСИ) — архитектурное проектирование и историю архитектуры, руководя кафедрой архитектуры до своей кончины в 1969 г. В качестве главного редактора и автора Б. П. Михайлов работал над подготовкой двух томов учебного пособия «Всеобщая история архитектуры», вышедших в свет в 1958 и 1963 гг. В 1967 г. был опубликован написанный им учебник для заочных вузов «Архитектура гражданских и промышленных сооружений», том I.
В 1964 г. прочел курс лекций о русской архитектуре в Сорбонне.

## Деятельность по охране и реставрации памятников
С 1953 г. Б. П. Михайлов — начальник Государственной инспекции по охране памятников истории и искусства, организованной Министерством культуры СССР. Б. П. Михайлов участвовал в работе международных конференций по вопросам реставрации исторических памятников. В 1954 г. — в международной Гаагской конференции, разработавшей конвенцию об охране памятников культуры в случае вооруженного конфликта. В 1956 г. на основе Рекомендации ЮНЕСКО, определившей принципы международной регламентации археологических раскопок Б. П. Михайлов и члены полевого комитета Института археологии разработали постановление об обязательных мерах по консервации археологических раскопок на территории СССР и добились проведения его в жизнь.
Консервационные работы были проведены по ряду выдающихся памятников и ансамблей Киева, Новгорода, Пскова, античного Херсонеса и других городов, а также были обследованы и зафиксированы архитектурные памятники в затопляемых районах Сибири.
Большое значение имела составленная Государственной инспекцией по охране памятников истории и искусства и доныне успешно действующая инструкция о запрещении вывоза культурных ценностей за границу.
Б. П. Михайлов и его сотрудники постоянно координировали деятельность по сохранению культурного достояния, проводившуюся в союзных республиках (Украина, Прибалтика, Кавказ, Средняя Азия) и организовывали обмен опытом в области охраны и реставрации памятников.
В 1964 г. Б. П. Михайлов ознакомился с методами реставрации архитектурных памятников центральной и юго-западной Франции.
В последние годы жизни заведовал отделом охраны памятников в НИИ музееведения и охраны памятников истории и культуры. Под ред. Б. П. Михайлова вышел в свет первый выпуск сборника «Вопросы охраны, реставрации, пропаганды памятников истории и культуры» (М., 1971).

## Научные труды
- Михайлов Б. П. Итоги разработки нового сортамента прокатных профилей для металлических конструкций. — М.—Л.: Объединённое научно-техническое издательство, 1935. — 83с.
- Михайлов Б. П. Архитектурные возможности металлических конструкций // Архитектура СССР. — 1938. — № 9.
- Михайлов Б. П. Архитектура металлических сооружений. — М.: Издательство Всесоюзной академии архитектуры СССР, 1938. — 167с.
- Михайлов Б. П. Мосты новой Москвы. Архитектура и конструкции. — М.: Издательство Всесоюзной академии архитектуры СССР, 1939. — 136с.
- Михайлов Б. П. Ордер в советской архитектуре // Архитектура СССР. — 1939.
- Михайлов Б. П. Сборка, тип, стандарт // Архитектура СССР. — 1939. — № 5. — С.4—6.
- Михайлов Б. П. Архитектурная форма и проблема стандарта // Сообщения Кабинета теории и истории архитектуры Академии архитектуры СССР. — Вып.2. — М.: Академия архитектуры СССР, 1940. — С.1—6.
- Михайлов Б. П. Технические условия (инструкция) по экономии металла при проектировании промышленных, культурно-бытовых и жилых зданий и сооружений. Утверждено народным комиссариатом по строительству 24 октября 1940 г. — М.: Стройиздат Наркомстроя СССР, 1940. — 19с.
- Михайлов Б. П. Архитектурные возможности скоростного строительства // Архитектура СССР. — 1940. — № 10.
- Михайлов Б. П. Форма и содержание в архитектуре // Архитектура СССР. — 1941. — № 2. — С.40—43.
- Михайлов Б. П. Филон-Афинянин, зодчий // Архитектура СССР. — 1942. — № 2.
- Михайлов Б. П. Основные формы гармонии в архитектуре // Архитектура: Сб. статей по творческим вопросам. — Вып.1 / Под общ. ред. А. Г. Мордвинова. — М: Государственное архитектурное издательство, 1945. — С.91—107.
- Михайлов Б. П. Архитектура // Большая Советская Энциклопедия. — Изд.2-е. — Том 3. — М.: Большая советская энциклопедия, 1950. — С.190—221.
- Михайлов Б. П. Леонардо да Винчи архитектор. — М.: Государственное издательство литературы по строительству и архитектуре, 1952. — 79с.
- Михайлов Б. П. Трактат об архитектуре Антонио Аверлино (Филарете) // Сообщения Института истории искусств. — Вып.7: Архитектура. — М.: Издательство Академии наук СССР, 1956. — С.111—136.
- Михайлов Б. П. Русское архитектурное наследие в творчестве А. В. Щусева // Сообщения Института истории искусств. — Вып.7: Архитектура. — М.: Издательство Академии наук СССР, 1956. — С.28—50.
- Михайлов Б. П. Архитектура и строительная техника // Ежегодник института истории искусств'1957: Архитектура и живопись. — М.: Издательство Академии наук СССР, 1958. — С.5—11.
- Всеобщая история архитектуры: учебное пособие для архитектурных вузов и факультетов / Гл.ред. Б. П. Михайлов. — [Т.]1. — М.: Государственное издательство литературы по строительству, архитектуре и строительным материалам, 1958. — 686с.
- Всеобщая история архитектуры: учебное пособие для архитектурных вузов и факультетов / Гл.ред. Б. П. Михайлов. — [Т.]2. — М.: Государственное издательство литературы по строительству, архитектуре и строительным материалам, 1963. — 723с.
- Михайлов Б. П. Архитектура гражданских и промышленных зданий. — Т.1. — М. : Высшая школа, 1967. — 376с.
- Михайлов Б. П. Витрувий и Эллада: Основы античной теории архитектуры. — М.: Издательство литературы по строительству, 1967. — 280с.
- Всеобщая история архитектуры. В 12-ти томах. Том II: Архитектура античного мира (Греция и Рим) / Под ред. В. Ф. Маркузона (отв. ред. по Греции), Б. П. Михайлова (отв. ред. по Риму). — М.: Издательство литературы по строительству, 1973. Разделы, написанные Б. П. Михайловым: часть 2, глава 2. Архитектура Римской республики: раздел «Жилые сооружения» — Городские дома; глава 3. Архитектура Римской империи. Введение (в соавторстве с М. Б. Михайловой); глава 4. Раннехристианская архитектура.